# ناديا الروابدة
نادية عبد الرؤوف سالم الروابدة (12 أبريل 1963 -) سياسية أردنية من مواليد الصريح بمحافظة إربد في الأردن، شغلت منصب وزير العمل في حكومة بشر الخصاونة منذ سبتمبر 2023 وحتى 15 سبتمبر 2024، وهي ابنة رئيس الوزراء الأسبق عبد الرؤوف الروابدة، الروابدة حاصلة علي بكالوريوس العلوم السياسية وعلم الاجتماع في الجامعة الأردنية عام 1984م بتقدير جيدجداً، متزوجة من السيد مناور الدعجة ولها ولد وبنت، شغلت العديد من المناصب الإدارية، وترأست مجلس إدارة العديد من الشركات داخل المملكة، كما كانت عضواً في عشرات الهيئات والشركات، وهي من الشخصيات السياسية المهمة بالمملكة الأردنية، تقلدت مؤخرًا منصب وزيرة العمل في حكومة بشر هاني الخصاونة(الحكومة الأكثر تعديلاً في تاريخ الأردن - سبعة تعديلات خلال ثلاث سنوات) خلفًا للوزير يوسف الشمالي، وذلك في التعديل الوزاري الأخير، وذلك في 26/9/2023.

## المناصب والعضويات
شغلت ناديا الروابدة العديد من المناصب الإدارية خلال مشوراها قبل أن تتولي حقيبة وزارة العمل الأردنية 9/2023، منها.
- رئيس مجلس إدارة شركة الكهرباء الأردنية.
- رئيس مجلس إدارة شركة تطوير وادي عربة.
- عضو مجلس أمناء جائزة التميز للمغترب الأردني.
- عضو في صندوق تطوير السياسات الأقتصادية.
- عضو اللجنة الوطنية لمتابعة تنفيذ الخطة التنفيذية للاستراتيجية الوطنية للأسرة.
- عضو اللجنة الوطنية لاستراتيجية ذوي الاحتياجات الخاصة.
- عضو اللجنة الوطنية لاستراتيجية الفقر والبطالة.
- عضو المجلس الأقتصادي والاجتماعي.
- رئيس هيئة مدراء شركة مياه اليرموك (2019/2020).
- عضو مجلس إدارة شركة الأجواخ الأردنية.
- عضو مجلس إدارة شركة الضمان للمناطق التنموية.
- عضو مجلس إدارة شركة الضمان للأستثمار.
- عضو هيئة مدراء الشركة الوطنية للتنمية السياحية.
- عضو مجلس إدارة شركة الخزف الأردنية.
- عضو مجلس إدارة (مستقل) شركة البنك الأردني الكويتي.
- عضو مجلس إدارة شركة العصر.
- عضو مجلس إدارة البريد الأردني.
- عضو مجلس إدارة شركة الكهرباء الأردنية
- عضو مجلس إدارة صندوق استثمار أموال الضمان الاجتماعي.
- نائب رئيس مجلس إدارة المؤسسة العامة للضمان الاجتماعي (2012/2018)
- مدير عام المؤسسة العامة للضمان الاجتماعي.